# Pacto de Estabilidad y Crecimiento
El Pacto de Estabilidad y de Crecimiento (PEC) es un acuerdo, entre los 27 Estados de la Unión Europea (UE), para facilitar y mantener la estabilidad de la Unión Económica y Monetaria (UEM). Basado principalmente en los artículos 121 y 126 del Tratado de Funcionamiento de la Unión Europea, consiste en el control fiscal de los miembros por parte de la Comisión Europea y el Consejo de Asuntos Económicos y Financieros del Consejo de la Unión, y la emisión de una recomendación anual de acciones políticas para garantizar un pleno cumplimiento del PEC a medio plazo. Si un Estado miembro incumple el límite máximo establecido por el PEC para el déficit público y la deuda, la vigilancia y la solicitud de acciones correctivas se intensificarán mediante la declaración de un procedimiento de déficit excesivo (PDE); y si estas acciones correctivas continúan estando ausentes después de múltiples advertencias, el Estado miembro puede, en última instancia, recibir sanciones económicas. El pacto fue esbozado por una resolución y dos reglamentos del consejo en julio de 1997. El primer reglamento "sobre el fortalecimiento de la vigilancia de las situaciones presupuestarias y la vigilancia y coordinación de las políticas económicas", conocido como el "brazo preventivo", entró en vigor el 1.º de julio de 1998. El segundo reglamento "para acelerar y aclarar la aplicación del procedimiento de déficit excesivo", conocido como "brazo disuasorio", entró en vigor el 1 de enero de 1999.
El PEC fue adoptado para asegurarse —tras la entrada en vigor del euro— la continuación de la misma disciplina fiscal que se había establecido entre los países candidatos a la entrada en el euro con los denominados Criterios de convergencia. Sin embargo, habida cuenta de las dificultades que han tenido y tienen algunos Estados miembros para alcanzar los compromisos presupuestarios contraídos en el programa de estabilidad, se ha empezado a plantear la idea de rehacer el PEC.

## Objetivos
El objetivo del Pacto de estabilidad y crecimiento es prevenir la aparición de un déficit presupuestario excesivo en la zona del euro tras la entrada en vigor del euro. El Tratado europeo que estableció el euro preveía solamente criterios cuantitativos de déficit para entrar dentro del sistema de la moneda única, pero no definía la política presupuestaria que había de seguirse tras la entrada, por ello los Estados miembros consideraron necesario aprobar un "Pacto de Estabilidad y crecimiento". 
El Pacto está destinado a garantizar una gestión sana de la Hacienda Pública en la zona euro, con el fin de evitar que una política presupuestaria laxa de un Estado miembro penalice a los otros a través de los tipos de interés y así dar confianza a la estabilidad económica de esta zona. El objetivo del Pacto es garantizar una convergencia sostenida y duradera de las economías de los Estados miembros de la zona del euro.
El acuerdo sobre el Pacto de estabilidad y crecimiento se alcanzó en el Consejo Europeo de Dublín, celebrado en diciembre de 1996. El Consejo Europeo invitó al Consejo de Economía y Finanzas (ECOFIN) a elaborar una Resolución sobre el Pacto de estabilidad y crecimiento, que fue adoptado por el Consejo Europeo de Ámsterdam, celebrado en junio de 1997.

## Principios
La aplicación del Pacto de estabilidad y crecimiento se basa principalmente en dos pilares: el principio de supervisión multilateral de las situaciones presupuestarias y el procedimiento de déficit excesivo.

### Supervisión multilateral
Para concertar su situación económica y financiera, los Estados miembro de la zona del euro deben presentar un programa de estabilidad, que contiene:
- El objetivo a medio plazo de lograr una situación presupuestaria próxima al equilibrio o con superávit, y la trayectoria de ajuste para alcanzar este objetivo, así como la tendencia prevista del ratio de la deuda pública.
- Los principales supuestos en relación con las perspectivas económicas (crecimiento, empleo, inflación y otras variables importantes).
- Una descripción de las medidas presupuestarias y otras medidas de política económica que estén adoptando o esté previsto adoptar para alcanzar los objetivos del programa.
- Un análisis del efecto que la modificación de los principales supuestos económicos producirá en la situación presupuestaria y en la deuda.

Los Estados miembro de la Unión Europea no pertenecientes a la zona euro deben elaborar también programas denominados de "convergencia" que deben contener además de los elementos del programa de estabilidad, los objetivos de la política monetaria a medio plazo y la relación de dichos objetivos con la estabilidad de precios y de los tipos de cambio.
El Consejo, con los estudios de la Comisión y el Comité Económico y Financiero sobre estos programas, debe establecer una denominada "supervisión multilateral" que debe examinar: 
- Si el objetivo presupuestario a medio plazo establecido en el programa de estabilidad aporta un margen de seguridad suficiente para evitar un déficit excesivo.
- Si son realistas los supuestos económicos en los que se base el programa.
- Si las medidas objeto de adopción o previstas bastan para poder alcanzar el objetivo presupuestario a medio plazo.

En el marco de supervisión multilateral, el Consejo vigilará la aplicación de los programas de estabilidad. Si detecta desviaciones importantes respecto del objetivo presupuestario a medio plazo, formulará una recomendación al Estado de que se trate, invitándole a adoptar las medidas de ajuste necesarias con objeto de impedir que se produzca un déficit excesivo.
Si en posteriores controles, se observa que estas desviaciones persisten o se agravan, el Consejo formulará una recomendación al Estado miembro de que se trate para que adopte con prontitud medidas correctoras, recomendación que podrá hacer pública.

### Procedimiento de déficit excesivo
Este procedimiento se inicia si un Estado miembro incumple el criterio de déficit público máximo, fijado en el 3% del PIB. La interpretación técnica de los términos del pacto se realiza conforme al Sistema Europeo de Cuentas (SEC) de elaboración de cuentas nacionales.
El procedimiento aprobado en el Reglamento comunitario para la imposición de sanciones establece que, si el Consejo constata un déficit excesivo, envía, en primer lugar, recomendaciones al Estado miembro en cuestión para que adopte medidas con el fin de eliminar ese déficit excesivo. Si el Estado miembro no se ajusta a esas recomendaciones o no adopta medidas destinadas a remediar la situación, el Consejo puede imponerle sanciones. La sanción consiste inicialmente en un depósito sin intereses, a favor de la Comunidad. El importe de este depósito comprende un elemento fijo igual al 0,2 % del PIB y un elemento variable igual a la décima parte de la diferencia entre el déficit (expresado en porcentaje del PIB del año en que se ha considerado excesivo el déficit) y el valor de referencia (3 %).
Cada uno de los años siguientes, el Consejo podrá decidir reforzar las sanciones exigiendo un depósito adicional que será igual a la décima parte de la diferencia entre el déficit, expresado en porcentaje del PIB del año anterior, y el valor de referencia del 3 % del PIB.
El depósito se convierte en principio en multa si en los dos años siguientes no se corrige el déficit excesivo, no obstante el Consejo podrá derogar total o parcialmente las sanciones en función de la importancia de los avances realizados por el país en cuestión.

### Orientaciones generales de las políticas económicas o "cláusula de gobierno económico"
Desde la entrada en la tercera etapa de la UEM, el procedimiento de supervisión multilateral ha llevado unido a él como medio de diálogo sobre la política económica y presupuestaria entre La Unión y los países, una serie de "orientaciones generales" de las políticas económicas, que vienen a ser recomendaciones del Consejo a los Estados miembros, elaboradas cada año por el Consejo a propuesta de la Comisión. Los Estados deben orientar su política económica según estas recomendaciones. La Comisión también elabora cada año un informe sobre su aplicación.

## Historia
El déficit público ha sido considerado como uno de los principales indicadores de la economía pública y ejerce un importante papel en la toma de decisiones políticas a nivel comunitario (Unión Europea) y mundial. El origen de su  protagonismo a nivel comunitario procede de la aprobación en 1992 del Tratado de Maastricht que estableció un límite en el entorno del 3 % como uno de los criterios de convergencia que debían cumplir los Estados miembros de la UE para poder acceder a la tercera fase de la Unión Económica y Monetaria. A mediados de la década de 1990, ante la proximidad de la entrada en funcionamiento del euro, se puso de manifiesto en el ámbito de la Unión, la necesidad de coordinar las políticas fiscales de cada país y establecer una regla que asegurase el rigor fiscal de los países partícipes y dotar de credibilidad a las políticas fiscales de cada uno de los Estados miembros, de manera añadida junto a la política monetaria del Banco Central Europeo.
La noción de equilibrio presupuestario tiene su origen en la ideología liberal, en el siglo XIX, que defendía una intervención mínima del Estado en la economía y el principio de que debía debía regirse por las mismas normas que el presupuesto de una familia con un equilibrio estricto entre ingresos y gastos, lo que evitaba el déficit. La fijación de un límite presupuestario en 1992, partía de que una relación entre el déficit público y el Producto interno bruto (PIB) del 3 % sería la cifra «estabilizadora» para una ratio de deuda del 60 % (deuda pública/PIB), considerando que el crecimiento nominal de la renta nacional fuera del 5 %, lo que sucedía como media entre los años ochenta y noventa de la Europa de entonces. De forma añadida, la cifra del 3 % era el porcentaje que representaba el nivel típico de gasto en inversión pública, que llevaba a cumplir la denominada «regla de oro» de las finanzas, por la cual sólo pueden permitirse los déficits público que no superen la tasa de inversión pública.

### Reforma de 2005
En otoño de 2002 tuvo lugar un debate sobre el Pacto de estabilidad y crecimiento y los compromisos de llegar en 2004 al equilibrio presupuestario. Como consecuencia de todo ello, la Comisión Europea retrasó hasta el 2006 el objetivo de déficit cero. Por otra parte se reformó el PEC, con la introducción de tres nuevos elementos:
1. La regla del equilibrio o superávit presupuestario debe ajustarse a la situación del ciclo económico. tomando en consideración no los "déficits nominales" como hasta ahora, sino los "déficits estructurales".
2. En el procedimiento de vigilancia y supervisión de los déficit excesivos se ha de ponderar más "la sostenibilidad de la deuda pública a largo plazo" frente a los "déficits corrientes" y de esta manera habrá una supervisión más estrecha a aquellos Estados con elevados niveles de deuda que no sean capaces de reducirlos, significativamente y a largo plazo se les aplicaría automáticamente el procedimiento de los déficits excesivos.
3. Se flexibiliza el cumplimiento de la regla de equilibrio presupuestario, permitiendo a aquellos Estados con situaciones presupuestarias "sanas" puedan desviarse excepcionalmente y de forma temporal de la regla del equilibrio o superávit presupuestario, siempre que no se supere el límite del 3 % del producto interior bruto. A cambio se obliga a los Estados a que eviten una relajación de su situación presupuestaria cuando se encuentren en la fase expansiva del ciclo económico.

## Nueva gobernanza económica en la UE

### Contexto
La pandemia de enfermedad por coronavirus en 2020 ha sumido a la Unión Europea en una crisis sin precedentes. En marzo, la Comisión von der Leyen levantó los límites que fija el pacto de estabilidad y crecimiento. Partiendo del concepto de que la crisis es temporal y que hay que usar todos los mecanismos a disposición para minimizar sus efectos, la UE aprobó por primera vez la denominada “cláusula general de salvaguarda”, prevista para escenarios de graves crisis generalizadas que afecten a la eurozona. La medida autoriza los gobiernos nacionales a “inyectar en la economía tanto dinero como necesiten”.

### La era post pandemia
Entre 2021 y 2022 el presidente francés, Emmanuel Macron, y el presidente del Consejo de Ministros de Italia, Mario Draghi, se mostraron dispuestos a liderar dentro de la UE, la ofensiva para transformar las normas sobre fiscalidad, inversión y ayudas de Estado que en su opinión amenazarían la recuperación de la Unión tras la pandemia de COVID-19. En este sentido, el Tratado del Quirinal —convenio de amistad bilateral firmado en noviembre de 2021— sirvió también para sentar las bases de lo que debería ser un previsto documento común que afronte la revisión del Pacto de estabilidad y crecimiento, entre otros asuntos. Así, el empuje de ambos países —que suponen algo más de un tercio del PIB de la eurozona— pretendía marcar el terreno ante el inicio de los debates que serán fundamentales en la futura gobernanza política y económica de la UE.
Las normas del PEC están suspendidas desde el inicio de la pandemia, pero algunos Estados miembros abogan por reintroducirlas en 2023 tal y como fueron concebidas en 1997. Esta idea fue considerada como inviable por Draghi y Macron quienes manifestaron que el Pacto se había quedado obsoleto. Por su parte, el canciller alemán Olaf Scholz se ha mostrado abierto a buscar una salida consensuada al debate sobre las normas fiscales que todos miembros del Consejo Europeo consideran imprescindible.
Entre tanto, la propia Comisión von der Leyen lanzó el debate sobre la reforma del PEC y abogó por la implementación de cambios que adapten el marco de vigilancia presupuestaria a la realidad que ha provocado la pandemia. Ello teniendo en cuenta que el déficit de la eurozona pasó del 0,6 % del PIB en 2019 al 7,2 % en 2020, más del doble que el límite previsto en el PEC, además la deuda pública cerró el 2020 en 97, 3%, por encima del límite del 60 %. En varios Estados miembros —incluidos España e Italia— la deuda ha superado el 120 % del PIB, por lo que —con déficits abultados y endeudamientos de este nivel— el cumplimiento del PEC parece improbable en el corto plazo. En consecuencia, la Comisión adoptó en noviembre de 2022 su Comunicación «Orientaciones para la reforma del marco de gobernanza económica de la UE» para proponer un nuevo marco de reglas fiscales dentro del PEC, tras considerar que las vigentes no podían retomarse tal y como estaban.

## Críticas
El economista Paul Krugman ha señalado que la regla del déficit ocasionó problemas porque se basaba en el déficit nominal, no el déficit ajustado por el ciclo económico. Es decir, en épocas de recesión el déficit nominal se ve afectado por un aumento de los subsidios de desempleo y una disminución de lo recaudada por los impuestos. Si la regla de déficil se aplicara sobre el déficit ajustado, los estados podrían tener déficits nominales mayores en épocas de recesión y menores en épocas de expansión, tal como sugiere la política fiscal.